# Itaewon Class
Itaewon Class (이태원 클라쓰?, Itae-won keullasseuLR) è un drama coreano trasmesso su JTBC dal 31 gennaio al 21 marzo 2020, e in streaming in tutto il mondo su Netflix. Basato sull'omonimo webtoon, è il primo drama prodotto dalla casa di distribuzione cinematografia Showbox.
Il finale di Itaewon Class ha ottenuto uno share nazionale del 16,548%, posizionandosi al secondo posto tra gli indici di ascolto più alti registrati dalla JTBC e al sesto tra i drama con l'indice di ascolto più alto nella storia della televisione via cavo coreana.

## Trama
La vita di Park Sae-ro-yi è stata sconvolta dopo che è stato espulso da scuola per aver preso a pugni un bullo e dopo la morte del padre. Scontata la pena in carcere, decide di seguire le orme del padre e aprire un bar-ristorante a Itaewon, il DanBam. Insieme al suo manager e allo staff, cerca di raggiungere il successo e diventare il primo in tutta la Corea.
Cruciale è la competizione e l'odio del protagonista nei confronti della famiglia Jang, responsabile della morte del padre e proprietaria del più famoso ristorante sudcoreano.

## Personaggi
- Park Sae-ro-yi, interpretato da Park Seo-joon[6]

In gioventù, Sae-ro-yi è stato espulso per aver preso a pugni Geun-won, il figlio dell'amministratore delegato Jang, che faceva il bullo con un compagno di classe, e suo padre viene ucciso in un incidente causato dalla guida spericolata di Geun-won. Arrabbiato per la perdita, attacca Geun-won, e ciò lo conduce a tre anni di prigionia. Seguendo i passi del padre, sette anni dopo essere uscito di prigione apre il DanBam, un bar-ristorante a Itaewon, con l'obiettivo di ampliarlo in un franchising e di sconfiggere il colosso ristorativo Jangga Group dell'amministratore delegato Jang.
- Jo Yi-seo, interpretata da Kim Da-mi[7]

Direttrice del bar-ristorante DanBam di Sae-ro-yi. Pur avendo una diagnosi di tendenze sociopatiche, Yi-seo è una ragazza dai molti talenti e intelligente con un QI di 162. Si è trasferita da New York per continuare gli studi in Corea del Sud. È anche famosa sui social media come blogger e influencer. Avendo una cotta per Sae-ro-yi, si offre come manager del DanBam.
- Jang Dae-hee, interpretato da Yoo Jae-myung[8]

CEO del Jangga Group, è un uomo che si è fatto da sé e che, nonostante le difficoltà, è riuscito a trasformare il suo piccolo bar in una grande azienda in franchising. Nei suoi anni di esperienza alla guida del Jangga Group, sviluppa una forte convinzione che il potere e l'autorità siano il mezzo per raggiungere i suoi obiettivi. Incontra Sae-ro-yi per la prima volta quando quest'ultimo litiga con Geun-won al liceo.
- Oh Soo-ah, interpretata da Kwon Nara[9]

Capo del team di pianificazione strategica del Jangga Group, è un'ex compagna di classe e primo amore di Sae-ro-yi. Abbandonata dalla madre, Soo-ah è cresciuta in un orfanotrofio ed è diventata amica del padre di Sae-ro-yi, Sung-yeol. Conosce Sae-ro-yi, che ha una cotta per lei, e si innamora di lui in seguito. Dopo l'incidente d'auto, riceve un'offerta di borsa di studio dal Jangga Group e diventa presto dipendente dell'azienda. Pur essendo appassionata del suo lavoro, è combattuta tra la sua fedeltà a Jangga e il suo amore per Sae-ro-yi.